# Face to Face (Barclay James Harvest)
Face to Face è il quattordicesimo album della band rock britannica Barclay James Harvest, pubblicato nel 1987.

## Formazione
- John Lees / voce, chitarra
- Les Holroyd / voce, basso, chitarra, tastiera
- Mel Pritchard / batteria
- Bias Boshell / tastiera
- Andrew Jackman / arrangiamenti orchestrali
- Kevin McAlea / tastiera
- Dick Morrisey / sassofono
- Frank Ricotti / percussioni
- Wix / tastiera
- George Chandler / voce
- Richard Jon Smith / voce
- Jim Chambers / voce
- Lee Vanderbilt / voce
- Bill Fredericks / voce
- Jimmy Thomas / voce

## Tracce
1. Prisoner Of Your Love – 4:35
2. He Said Love – 5:04
3. Alone In The Night – 5:07
4. Turn The Key – 4:47
5. You Need Love – 4:10
6. Kiev – 5:26
7. African – 5:51
8. Following Me – 4:22
9. All My Life – 5:31
10. Panic – 4:30
11. Guitar Blues – 5:18
12. On The Wings Of Love – 5:56